# Chinees Olympisch Comité
Het Chinees Olympisch Comité is het Chinese Nationaal Olympisch Comité en verzorgt in die hoedanigheid alle Chinese atleten bij het Internationaal Olympisch Comité en de Olympische Beweging. De organisatie werd al in 1910 opgericht, maar pas in 1979 officieel erkend. Het hoofdkantoor staat in Peking en voorzitter anno 2010 is Peng Liu.